# Gurmençon
Gurmençon é uma comuna francesa na região administrativa da Nova Aquitânia, no departamento dos Pirenéus Atlânticos. Estende-se por uma área de 2,98 km². Em 2010 a comuna tinha 909 habitantes (densidade: 305 hab./km²).